# غوردون ر. تومسون
غوردون ر. تومسون (بالإنجليزية: Gordon R. Thompson)‏ هو قاضي ومحامي أمريكي، ولد في 2 مارس 1918، وتوفي في 4 فبراير 1995.